# Nelson Mandela Championship
O Nelson Mandela Championship foi um torneio de golfe, disputado pela primeira vez em dezembro de 2012. Ocorreu em Durban, África do Sul e foi cossancionado pelo Circuito Europeu e pelo Sunshine Tour. Foi patrocinado pelo Nelson Mandela Children's Fund. Marcou o início da temporada 2013 do Circuito Europeu.

## Campeões
| Ano                                                     | Temporada                                               | Temporada                                               | Campeão                                                 | País                                                    | Local                                                   | Pontuação                                               | Par                                                     | Margem                                                  | Vice-campeões                                           |
| Ano                                                     | Sun                                                     | Euro                                                    | Campeão                                                 | País                                                    | Local                                                   | Pontuação                                               | Par                                                     | Margem                                                  | Vice-campeões                                           |
| Nelson Mandela Championship apresentado pela ISPS Handa | Nelson Mandela Championship apresentado pela ISPS Handa | Nelson Mandela Championship apresentado pela ISPS Handa | Nelson Mandela Championship apresentado pela ISPS Handa | Nelson Mandela Championship apresentado pela ISPS Handa | Nelson Mandela Championship apresentado pela ISPS Handa | Nelson Mandela Championship apresentado pela ISPS Handa | Nelson Mandela Championship apresentado pela ISPS Handa | Nelson Mandela Championship apresentado pela ISPS Handa | Nelson Mandela Championship apresentado pela ISPS Handa |
| ------------------------------------------------------- | ------------------------------------------------------- | ------------------------------------------------------- | ------------------------------------------------------- | ------------------------------------------------------- | ------------------------------------------------------- | ------------------------------------------------------- | ------------------------------------------------------- | ------------------------------------------------------- | ------------------------------------------------------- |
| 2013                                                    | 2013                                                    | 2014                                                    | Dawie van der Walt                                      | África do Sul                                           | Mount Edgecombe CC                                      | 195*                                                    | −15                                                     | 2 tacadas                                               | Matthew Baldwin Jorge Campillo                          |
| 2012                                                    | 2012                                                    | 2013                                                    | Scott Jamieson                                          | Escócia                                                 | Royal Durban GC                                         | 123^                                                    | −7                                                      | Playoff                                                 | Eduardo de la Riva Steve Webster                        |

*Encurtado para 54 buracos devido a inúmeros atrasos provocados pela chuva.

^Encurtado para 36 buracos devido a fortes chuvas.